# ماهین
ماهین، روستایی از توابع بخش طارم سفلی شهرستان قزوین در استان قزوین ایران است. سه تیره مهم آن سادات ماهینی اشتری ماهینی و سلمان ماهینی هستند، تلفظ محلی ماهان می‌باشد که مردم به زبان ترکی صحبت می‌کنند.

## جمعیت
این روستا در دهستان چوقور قرار دارد و براساس سرشماری مرکز آمار ایران در سال ۱۳۸۵، جمعیت آن ۲۳۳ نفر (۷۷خانوار) بوده است. این روستا در نزدیکی معدن بزرگ مس طارم قرار دارد

## زبان
زبان مردم ماهین ترکی آذربایجانی است.

## جاهای دیدنی
از جاهای دیدنی این روستا می‌توان به آبشارهای دوقلوی دربند به ارتفاع سی و چهل متر، چشمه آب معدنی سرد، چشمه لله بولاغی و شکارگاه سید داشی که در آن گله‌های گوزن، آهو و میش به وفور یافت می‌شوند، اشاره نمود.